# کریس دیبل
کریس دیبل (انگلیسی: Chris Dibble؛ زادهٔ ۱۰ اکتبر ۱۹۶۰) بازیکن فوتبال اهل بریتانیا است.
از باشگاه‌هایی که در آن بازی کرده‌است می‌توان به باشگاه فوتبال ویلدستون، باشگاه فوتبال میلوال، و باشگاه فوتبال ویمبلدون اشاره کرد.